# Requiem, Eine Musik für den Herrenabend
Requiem, Eine Musik für den Herrenabend is een studioalbum van Wolfram Spyra. Spyra maakte meerdere geluidscollages die betrekking hadden op het gebied waarin hij leefde, in en om Kassel. Het requiem schreef hij in opdracht van de Erster Kasseler Herrenabends, inderdaad een vergadering van heren, in dit geval uit de kunstwereld. Hij kon het later gebruiken in de tentoonstelling Grüße an den Herrenabend. Die Erster Kasseler Herrenabends werd in 1984 opgericht door kunstenaar Wolfgang Luh, die bij het album optrad als hoesontwerper. Van het album werden 1000 exemplaren geperst. Het werk kent de opbouw van een klassiek requiem.

## Musici
- Wolfram Spyra – synthesizers, elektronica
- Roksana Vikaluk – zang, piano, melodica, elektronica
- Mani Neumeier – slagwerk, percussie, (speelde ooit in Guru Guru), tijdens de live-uitvoeringen was dat Dieter Serfas (ooit spelend in Amon Düül 2 en Embryo)
- Konstantin Athanasiadis – saxofoon

## Muziek
| Nr. | Titel               | Duur |
| --- | ------------------- | ---- |
| 1.  | Pre Scriptum        | 2:14 |
| 2.  | Introit             | 5:14 |
| 3.  | Kyrie Eleison       | 7:52 |
| 4.  | Dies Irae           | 5:41 |
| 5.  | Domine Jesu Christe | 2:57 |
| 6.  | Sanctus             | 8:35 |
| 7.  | Agnus Dei           | 8:24 |
| 8.  | Lex Aeterna         | 9:28 |
| 9.  | Post Scriptum       | 1:34 |